# Ernest Déjardin-Verkinder
Ernest Déjardin-Verkinder, né le 10 juin 1840 à Cambrai (Nord) et décédé le  15 mars 1920 à Paris (Seine), est un homme politique français.

## Biographie
Licencié en droit à Paris et secrétaire de M. Cresson, il contribua à mettre Cambrai en état de défense au moment de la guerre franco-allemande de 1870, et servit comme chef d'escadron d'artillerie dans le 23e corps, à l'armée du Nord. 
Il succéda à son père comme administrateur des Mines d'Aniche en 1875, fut membre de la commission de vérification des comptes du PLM en 1878, et président de la même commission en 1884. 
Le 4 octobre 1885, porté sur la liste conservatrice du Nord aux élections législatives, il fut élu à la Chambre. Lors des débats sur la création du délégué mineur, il fait partie d'un groupe de trois députés du Nord qui s'organise pour proposer plusieurs amendements visant à réduire la portée d'un texte qui introduisait un contre-pouvoir à l'autorité sans limites du patron dans la mine.
Le 4 août 1895, il est blessé d'un coup de revolver en pleine poitrine lors de l'attentat d'Aniche.
Déjardin-Verkinder était vice-président du conseil d'administration de la Société générale, administrateur de la Compagnie des mines d'Aniche, de la Compagnie des forges et aciéries de Denain et d'Anzin, de la Compagnie générale transatlantique, des Hospices de Lille, de la Banque française et italienne pour l'Amérique du Sud, de la Compagnie des chemins de fer de Paris à Lyon et à la Méditerranée.
Aux élections générales du 22 septembre 1889, il se présenta dans la 2e circonscription de Cambrai et fut réélu au premier tour, par 11.660 voix contre 8.888 à son adversaire républicain Petit, sur 20.868 votants.
Aux élections générales du 20 août 1893, n'ayant obtenu au premier tour de scrutin que 5.768 voix alors que ses adversaires Marliot et Carpentier-Risbourg en recueillaient respectivement 6.919 et 6.804 il se retira au deuxième tour et s'abstint désormais de participer à la vie politique.
Il est le beau-père de l'ambassadeur Pierre Lefèvre-Pontalis (1864-1938) qui a épousé sa fille Henriette (1873-1961).

## Distinctions
- Médaille commémorative de la guerre 1870–1871[4]
- Chevalier de la Légion d'honneur,  par décret du 12 juillet 1912[4].

## Sources
- « Ernest Déjardin-Verkinder », dans Adolphe Robert et Gaston Cougny, Dictionnaire des parlementaires français, Edgar Bourloton, 1889-1891 [détail de l’édition]